# Лондонска општина Хамерсмит и Фулам
Лондонска општина Хамерсмит и Фулам (енгл. London Borough of Hammersmith and Fulham) је лондонска општина у Западном Лондону, и формира делове унутрашњости Лондона. Преко ње прелазе источнозападни главни путеви Велики западни пут А4 и Вествеј А40, многе међународне компаније имају канцеларије у овој општини. 
Локалну власт има Веће Хамерсмита и Фулама.

## Историја
Општина је формирана 1965. године спајањем метрополитанских општина Хамерсмита и Фулама. Била је позната као ‘лондонска општина Хамерсмит’ док јој општинско веће није променило име 1. јануара 1979. године. Две општине биле су спојене претходно као округ Фулама од 1855. до 1886. године. 
Године 1908, француско-британска егзибиција и Олимпијске игре одржане су у овој општини, у Белој кући, али месту је требало више деценија да поново буде развијен. Године 1960, Би-Би-Си је отворио Би-Би-Си-јев Телевизијски центар, а 2008, Вестфилд Лондон, учињен је велики развој са новим транспортним везама и куповним центрима, коначно је завршен период поновног развоја након стотину година.

## Окрузи
У општини се налазе следеће области:
- Брук Грин
- Парк Колеџ
- Ист Актон
- Фулам
- Хамерсмит
- Олд Оук Комон
- Парсонс Грин
- Сендс Енд
- Шепердс Баш
- Волхам Грин
- Вест Кингстон
- Вајт Сити